# Asterix & Obelix XXL
Asterix & Obelix XXL ist eine Serie von Action-Adventure-Computerspielen, die vom französischen Entwickler Étranges Libellules entwickelt und vom französischen Publisher Atari SA veröffentlicht werden. Das erste Spiel der Reihe, Asterix &  Obelix XXL, ist im November 2003 für PlayStation 2 und im Juli 2004 für Windows, GameCube, Game Boy Advance erschienen.
Der Nachfolger Asterix & Obelix XXL 2 Mission Las Vegum ist im Oktober 2005 für PlayStation 2 und Windows erschienen. Im November 2006 erschien das Spiel auch für die PlayStation Portable und den Nintendo DS unter dem Titel Asterix & Obelix XXL 2 Mission Wifix.
Ein Remastered von Asterix & Obelix XXL 2 Mission Las Vegum erschien unter dem Namen Asterix & Obelix XXL 2 Remastered.
Anuman Interactive kündigte im Juli 2018 für 2019 einen dritten Teil der Serie unter dem Namen Asterix & Obelix XXL 3 an, der schließlich am 21. November 2019 erschien.

## Asterix & Obelix XXL
Asterix & Obelix XXL ist das erste Spiel der gleichnamigen Computerspielreihe und erschien im November 2003 für PlayStation 2 und im Juli 2004 für Windows, GameCube und Game Boy Advance. Außerdem ist das Spiel für die Nintendo Switch verfügbar.

### Handlung
Die Handlung spielt im Jahr 50 vor Christus. Fast ganz Gallien ist von den Römern besetzt. Asterix, Obelix und Idefix machen sich auf den Weg, um ihre Freunde, die in die Hände der Römer gefallen sind, zu befreien.
Die Schauplätze aus den Comics wurden im Spiel übernommen. So verschlägt es die drei Helden in die Normandie, in die Schweiz, nach Griechenland, nach Ägypten und Rom. Ebenfalls wurde das gallische Dorf nachgebildet.
Bei ihrer Mission sind die drei aber nicht ganz auf sich gestellt, denn Cäsars ehemaliger Meisterspion HCL (Acidix Hydrochloridrix) hilft den dreien, indem er an einigen Stellen im Spiel entscheidende Hinweise gibt. Am Ende eines jeden Abschnitts gilt es eine römische Kampfmaschine zu zerstören, diese ist jedes Mal stärker, wenn Asterix & Obelix auf sie treffen.

### Spielprinzip
Das Spiel wird in der Verfolgerperspektive gespielt. Der Spieler steuert hauptsächlich Asterix und kann in manchen Passagen auch Obelix steuern. Idefix ist auch steuerbar. Die Levels sind in Comic-Grafik dargestellt und sehr weitläufig und groß, jedoch sind sie eher linear aufgebaut. Als Ingame-Währung zählen die Römerhelme, die man entweder bekommt wenn man Römer erledigt oder wenn man Kisten zerschlägt. Manchmal liegen sie einfach nur auf dem Boden. Gespeichert werden kann bei Druidentöpfen.

### Remaster
Ende August 2020 wurde von dem Publisher unter dem Namen Asterix & Obelix XXL Romastered ein Remastered des ersten Teils für den 22. Oktober 2020 angekündigt. Das Spiel erscheint auf folgenden Plattformen: Windows, PlayStation 4, Xbox One und Nintendo Switch.

### Rezeption
Das Videospielmagazin 4Players gab dem Original eine Bewertung von 66 %. Dabei lobte es unter anderem die einfache Steuerung, die nette Grafik mit hübschen Effekten sowie die treibende Musik, während beispielsweise der fehlende Mehrspielermodus und die dumpfe Gegner-KI kritisiert wurden.
Die Webseite PlayFront testete das Remaster und vergab 6 von 10 Punkten. Positiv erwähnt wurden die drei neu eingeführten Spielmodi sowie der fliegende Wechsel zwischen moderner und alter Grafik. Das Gameplay wirke allerdings altbacken und passe nicht besonders in die aktuelle Zeit.

## Asterix & Obelix XXL 2
Asterix & Obelix XXL 2: Mission: Las Vegum ist der Nachfolger von Asterix & Obelix XXL. Im November 2006 erschien auch eine Version für die PlayStation Portable und den Nintendo DS unter dem Titel Asterix & Obelix XXL 2: Mission: Wifix.
Es ist auch für die Nintendo Switch erhältlich.

### Handlung
Im Nachfolger des ersten Abenteuers müssen Asterix und Obelix ihren Druiden Miraculix in Caesars neuem Vergnügungspark Las Vegum aufspüren. Dieser soll Schuld daran haben, dass mehrere Druiden durch Caesars Truppen entführt werden konnten und in Las Vegum eingesperrt worden sind. Im Laufe des Spiels erkennen die beiden Gallier, dass Caesar mit Las Vegum noch ganz andere Ziele verfolgt und die Verschwörung um Miraculix nur ein Ablenkungsmanöver ist.

### Spielprinzip
Der Spieler muss schrittweise die verschiedenen Abschnitte von Las Vegum (u. a. Lutetia, Venetia, Luxor) erkunden. Wie im Vorgänger findet das Spiel in der Verfolgerperspektive statt. Als Währung kommen erneut Römerhelme zum Einsatz, welche für den Kauf von Postkarten verwendet werden können. Neu im zweiten Teil ist das flexible Wechseln zwischen Asterix und Obelix.
Im Spiel finden sich zahlreiche Anspielungen auf bekannte Videospielcharaktere wie Super Mario, Sonic, Rayman, oder Lara Croft. Diese tauchen in Form römischer Gegner und verschiedener Elemente im ganzen Vergnügungspark auf.

### Remaster
Im Juli 2018 wurde von Anuman Interactive unter dem Namen Asterix & Obelix XXL 2 Remastered ein Remastered des zweiten Teils für den 29. November 2018 angekündigt. Das Spiel erschien auf den Plattformen Windows, PlayStation 4, Xbox One und Nintendo Switch mit zwei Sondereditionen erscheinen, welche jeweils Figuren der Hauptcharaktere enthalten werden.

## Asterix & Obelix XXL 3
Anuman Interactive kündigte im Juli 2018 zusätzlich zum Remastered auch einen dritten Teil der Reihe namens Asterix & Obelix XXL 3 an, der am 21. November 2019 erschien. Im dritten Ableger, der den Beititel "The Crystal Menhir" trägt, machen sich Asterix, Obelix und Idefix auf die Suche nach den im ganzen römischen Reich verstreuten Teilen des mysteriösen Kristallhinkelsteins, mit dem sie ein drohendes Unheil abwenden sollen. Spieler haben die Wahl, das Abenteuer entweder allein oder zu zweit mithilfe eines lokalen Koop-Modus zu erleben. Zudem bietet das Spiel einige humorvolle Film-Anspielungen.
Es ist auch für die Nintendo Switch erhältlich.